# Kawaleria piechoty

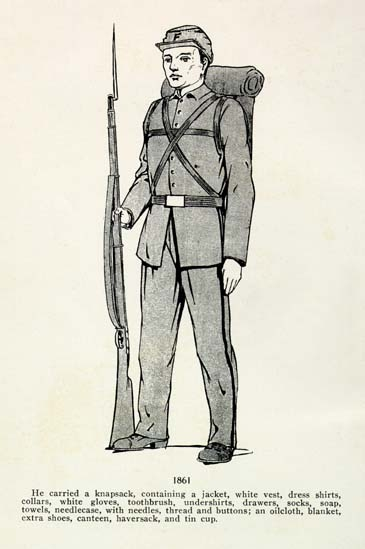
Jeden z żołnierzy generała Thomasa „Stonewalla” Jacksona

Kawaleria piechoty (ang. Foot cavalry) – oksymoron, który pojawił się podczas wojny secesyjnej w Stanach Zjednoczonych (1861–1865). 
Określenie to opisywało szybko poruszające się jednostki piechoty Armii Konfederacji, generała Thomasa „Stonewalla” Jacksona, które dziennie przemierzały olbrzymie odległości. Użycie słów „piechota” i „kawaleria” było pozornie sprzeczne ze sobą, gdyż miano „kawalerii” odnosi się do jednostek konnych, zaś „piechota” odnosi się do wojsk maszerujących pieszo.
Szybkość marszu „kawalerii piechoty” generała Jacksona zależała głównie od przebywanego terenu (system tuneli w Paśmie Błękitnym) oraz od motywacji samych żołnierzy. Wielu historyków uważa, że „kawaleria piechoty” Jacksona, była jednym z głównych czynników niepowodzeń Armii Unii podczas kampanii półwyspowej, gdyż żołnierze Jacksona w przeciwieństwie do Unionistów, doskonale znali teren walk i wykorzystywali go w bataliach.